# Friedrich August von Klettenberg
Friedrich August von Klettenberg und Wildeck (eigentlich Friedrich August Seiffart von Klettenberg und Wildeck; * 23. Oktober 1687 in Frankfurt am Main; † 15. August 1740) war ein deutscher Jurist, Diplomat und Politiker, zuletzt Kanzler des Fürstentums Waldeck.

## Herkunft
Klettenberg stammte aus einem Frankfurter Patriziergeschlecht namens Seiffart. Sein Großvater, der Jurist Johann Erasmus Seiffart (1634–1716), Sohn des 1620 nach Frankfurt gekommenen und dort 1639 Ratsherr gewordenen Erasmus Seiffart (1593–1664), erhielt von Kaiser Leopold I. im Februar 1671 die Erhebung in den rittermäßigen Adelsstand als „von Klettenberg“ und Wappenverbesserung und war 1691/92 Älterer Bürgermeister von Frankfurt und von 1696 bis 1716 Stadtschultheiß. 1704 verlieh ihm Kaiser Leopold I. für sich und seine Nachkommen das Adelsprädikat „von Klettenberg und Wildeck auf Rhoda“.
Friedrichs Eltern waren Johann Erasmus Seiffart von Klettenberg d. J. (1657–1699), der in Heidelberg, Tübingen, Basel und Straßburg studiert hatte, dort 1682 promovierte und ebenfalls Advokat in Frankfurt wurde, und Anna Catharina Briem. Friedrichs 3½ Jahre älterer Bruder war der Alchemist Johann Hektor von Klettenberg (1684–1720), der mit der Behauptung, Gold machen zu können, bei König August dem Starken immense Schulden anhäufte und schließlich, auch wegen eines schon 1707 in Frankfurt im Duell begangenen Mordes, durch Enthauptung hingerichtet wurde.

## Leben
Nach Schulzeit am Gymnasium in Rudolstadt absolvierte Klettenberg ein Studium der Jurisprudenz an den Universitäten in Jena und Gießen. Nach dessen 1708 mit seiner Dissertation in Gießen erfolgreichem Abschluss wurde er zunächst Advokat in Frankfurt.
Er trat jedoch schon bald in den Dienst des Fürsten Friedrich Anton Ulrich von Waldeck und Pyrmont und stieg dort zum Gesandten beim Oberrheinischen Reichskreis auf. Er avancierte danach in der fürstlichen Administration zum Geheimrat und Wirklichen Rat, war von 1726 bis 1733 unter Friedrich Anton Ulrich und dessen Sohn und Nachfolger Karl August Friedrich Mitglied der dreiköpfigen Landesregierung, und war schließlich von 1733 bis zu seinem Tod Fürstlich Waldeckscher Kanzler in Arolsen.